# Pisogne
Pisogne é uma comuna italiana da região da Lombardia, província de Bréscia, com cerca de 7.714 habitantes. Estende-se por uma área de 47 km², tendo uma densidade populacional de 164 hab/km². Faz fronteira com Artogne, Castro (BG), Costa Volpino (BG), Lovere (BG), Marone, Pezzaze, Pian Camuno, Riva di Solto (BG), Solto Collina (BG), Tavernole sul Mella, Zone.

## Demografia
| Variação demográfica do município entre 1861 e 2011                               |
|                                                                                   |
| Fonte: Istituto Nazionale di Statistica (ISTAT) - Elaboração gráfica da Wikipedia |